# Freddie Webb
Freddie Nelle Webb (Manila, 24 novembre 1942) è un ex cestista, allenatore di pallacanestro e politico filippino.

## Carriera
Con le Filippine ha disputato i Giochi olimpici di Monaco 1972.